# 7645 Pons
7645 Pons (1989 AC2) là một tiểu hành tinh vành đai chính được phát hiện ngày 4 tháng 1 năm 1989 bởi A. Mrkos ở Klet.